# 水田坝乡 (秭归县)
水田坝乡，是中华人民共和国湖北省宜昌市秭归县下辖的一个乡镇级行政单位。

## 行政区划
水田坝乡下辖以下地区：
上坝村、王家桥村、下坝村、董家冲村、龙口村、辛家坪村、望柱村、青蒿峪村、大水田村、陈家岭村、草池坪村、稠木树村、朝东观村、赦仓坪村、马营村、龙潭湾村、良斗河村、联营村、野桑坪村、郝家湾村、姜家坡村、严坪村、李家坡村、牛田村和石垭村。